# Linnaemya latigena
Linnaemya latigena är en tvåvingeart som beskrevs av Kugler 1977. Linnaemya latigena ingår i släktet Linnaemya och familjen parasitflugor.
Artens utbredningsområde är Israel. Inga underarter finns listade i Catalogue of Life.